# Coppa Italia 1985-1986 (hockey su pista)
La Coppa Italia 1985-1986 è stata la 19ª edizione della principale coppa nazionale italiana di hockey su pista.
Il trofeo è stato conquistato dal Novara per la 8ª volta nella sua storia.

## Risultati

### Quarti di finale
| Squadra 1    | Squadra 2 | Andata                              | Ritorno                  | Totale |
| ------------ | --------- | ----------------------------------- | ------------------------ | ------ |
| Amatori Lodi | Pordenone | Lodi 12 aprile 1986                 | Pordenone 15 aprile 1986 | 11 - 8 |
| Amatori Lodi | Pordenone | 7 – 2                               | 4 - 6                    | 11 - 8 |
| Bassano      | Novara    | Bassano del Grappa 10 dicembre 1985 | Novara 17 dicembre 1985  | 5 - 7  |
| Bassano      | Novara    | 5 – 2                               | 0 - 5                    | 5 - 7  |

### Semifinali
| Squadra 1    | Squadra 2 | Andata                | Ritorno                 | Totale |
| ------------ | --------- | --------------------- | ----------------------- | ------ |
| Amatori Lodi | Novara    | Lodi 19 aprile 1986   | Novara 22 aprile 1986   | 8 - 10 |
| Amatori Lodi | Novara    | 5 – 2                 | 3 - 8                   | 8 - 10 |
| Thiene       | Grosseto  | Thiene 19 aprile 1986 | Grosseto 22 aprile 1986 | 6 - 7  |
| Thiene       | Grosseto  | 6 – 3                 | 0 - 4                   | 6 - 7  |

### Finale
| Squadra 1 | Squadra 2 | Risultato                |
| --------- | --------- | ------------------------ |
| Novara    | Grosseto  | Viareggio 30 aprile 1986 |
| Novara    | Grosseto  | 7 - 3                    |

## Campioni
| Vincitore della Coppa Italia 1985-1986 |
| -------------------------------------- |
| Novara 8º titolo                       |